# Nikolaus Obermauer
Nikolaus Obermauer (* 11. Dezember 1920; † 21. Januar 2001 in Köln) war ein deutscher Boxer. Er war Vize-Europameister der Amateurboxer im Jahre 1939 im Fliegengewicht.

## Werdegang
Nikolaus Obermauer, bekannt auch als Nico Obermauer, wuchs in Köln auf und begann 1933 beim SC „Colonia“ Köln mit dem Boxen. Er war sehr leicht und boxte als Erwachsener immer im Fliegengewicht, das damals bis zu einem Körpergewicht von 50,8 kg reichte. Ab 1940 startete er für den Post SV Köln.
Im Jahre 1937 wurde Nikolaus Obermauer mit noch nicht einmal 17 Jahren erstmals deutscher Meister bei den Senioren. Er besiegte im Finale am 15. April 1938 in Frankfurt am Main Jakob Bamberger aus Frankfurt nach Punkten. Am 2. Juli 1938 wurde er erstmals in der deutschen Nationalstaffel in einem Länderkampf gegen England eingesetzt. In Berlin unterlag er dabei dem weitaus erfahreneren Russell nach Punkten.
1939 startete Nikolaus Obermauer für Deutschland bei der Europameisterschaft in Dublin. Im Fliegengewicht siegte er über Kirch, England und Otto Lehtinen aus Finnland und stand damit im Endkampf dem Iren Jimmy Ingle gegenüber. In einem ausgeglichenen Kampf unterlag er diesem knapp nach Punkten und wurde somit Vize-Europameister.
Im weiteren Verlauf seiner Karriere musste Nikolaus Obermauer infolge des Krieges auf die Teilnahme bei weiteren internationalen Meisterschaften verzichten. Er wurde aber in den Jahren 1940, 1941 und 1943 noch einmal deutscher Meister im Fliegengewicht. 1939 schied er im Halbfinale gegen Monczyk auch Bochum aus. Außerdem bestritt er bis 1943 eine Vielzahl von Länderkämpfen, bei denen er in der Mehrzahl siegreich blieb.
Nikolaus Obermauer stand auch nach Beendigung des Zweiten Weltkrieges wieder im Ring und wurde im Jahre 1948 noch einmal deutscher Vizemeister im Fliegengewicht. Er bestritt in seiner Laufbahn insgesamt 221 Kämpfe, von denen er nur 23 verlor.
Im Okt. 1946 wurde Obermauer in Helmstedt/Niedersachsen Zonenmeister der Britischen Zone und bei den Zonenmeisterschaften im Juni 1947 in Düsseldorf im Finale umstritten geschlagen.
Er lebte in Köln-Worringen. Am 21. Januar 2001 verstarb Nikolaus Obermauer in seinem Haus in Köln-Worringen, Zu den Bendengärten 13. Er wurde auf dem Friedhof in Worringen beigesetzt.

## Deutsche Meisterschaften (Endkämpfe)
- 1938 in Frankfurt: Punktsieger über Jakob Bamberger (Frankfurt),
- 1940 in Königsberg: Punktsieger über Schopp (Speyer),
- 1941 in Breslau: Punktsieger über Otto Götzke (Hamburg),
- 1943 in Kassel: Punktsieger über Koschier (Essen),
- 1948 in Köln: Punktniederlage gegen Brandt (Lübeck)

## Länderkämpfe
- 1938 in Berlin: Deutschland gegen England, Punktniederlage gegen Russell,
- 1938 in Budapest, Ungarn gegen Deutschland, Punktniederlage gegen Podany,
- 1938 in Breslau: Deutschland gegen Polen, Punktsieger über Shepsel Rotholz,
- 1938 in Wien: Deutschland gegen Ostmark (ehem. Österreich), Punktsieger über Schefzig,
- 1938 in Charleroi: Belgien gegen Deutschland, Punktsieger über Packmeyer,
- 1939 in Königsberg: Deutschland gegen Finnland, Punktniederlage gegen Otto Lehtinen,
- 1939 in Hamburg: Deutschland gegen Schweden, Punktsieger über Stig Kreuger,
- 1939 in Budapest: Ungarn gegen Deutschland, unentschieden gegen Podany,
- 1939 in Dresden: Deutschland gegen Böhmen/Mähren, Punktsieger über Drahan,
- 1939 in Rom: Italien gegen Deutschland, Punktniederlage gegen Guido Nardecchia,
- 1940 in Brünn: Böhmen/Mähren gegen Deutschland, Punktsieger über Barta,
- 1940 in Zlín: Böhmen/Mähren gegen Deutschland, unentschieden gegen Barta,
- 1940 in Preßburg: Slowakei gegen Deutschland, Punktsieger über Bezdech,
- 1940 in Breslau: Deutschland gegen Ungarn, Punktsieger über Sampias,
- 1940 in Berlin: Deutschland gegen Italien, Punktsieger über Guido Nardecchia,
- 1940 in Klagenfurt: Deutschland gegen Slowakei, Punktsieger über Stevurka,
- 1940 in Budapest: Ungarn gegen Deutschland, Punktsieger über Podany,
- 1940 in Mailand: Italien gegen Deutschland, Punktniederlage gegen Constante Paesani,
- 1940 in Ferrara: Italien gegen Deutschland, unentschieden gegen Guido Nardecchia,
- 1941 in Kopenhagen: Dänemark gegen Deutschland, Punktniederlage gegen K. Fredriksen,
- 1941 in Passau: Deutschland gegen Finnland, Punktniederlage gegen Otto Lehtinen,
- 1941 in Königsberg: Deutschland gegen Schweden, Punktsieger über Wahlsten,
- 1941 in Preßburg: Slowakei gegen Deutschland, Punktsieger über Stevurka,
- 1942 in Posen: Deutschland gegen Kroatien, Punktsieger über Jozik,
- 1942 in Budapest: Ungarn gegen Deutschland, Punktniederlage gegen Endre Miriszlay,
- 1942 in Budapest: Italien gegen Deutschland, Punktniederlage gegen Paesani,
- 1942 in Preßburg: Slowakei gegen Deutschland, Punktsieger über Ostracki
- 1942 in Basel: Schweiz gegen Deutschland, Aufgabesieger 2. Runde über Schwab,
- 1942 in Berlin: Deutschland gegen Ungarn, Punktniederlage gegen Miriszlay,
- 1942 in Berlin: Deutschland gegen Italien, Punktsieger über Falcinelli,
- 1943 in Breslau: Deutschland gegen Schweden, Punktsieger über A. Hansson